# ハインリヒ・グスタフ・マグヌス
ハインリヒ・グスタフ・マグヌス（独: Heinrich Gustav Magnus、1802年5月2日 - 1870年4月4日）は、ドイツの実験科学者である。「マグヌス効果」で有名。

## 経歴
マグヌスはベルリンで、ユダヤ人の裕福な商人の息子として生まれた。
若い頃から数学と自然科学の個人教育を受けた。1822年〜1827年、ベルリン大学で化学と物理学を学び、1827年に博士号を取得。1831年にベルリンの大学で物理学と技術の講師に任命された。1833年にはイセチオン酸の合成法を発表。1834年に助教授となり、1845年に教授に任命された後に学部長に選出された。
1863年にロンドン王立協会の外国人会員に選出された。